# Adelges pinicorticis
Adelges pinicorticis är en insektsart som först beskrevs av Fitch 1855.  Adelges pinicorticis ingår i släktet Adelges och familjen barrlöss. Inga underarter finns listade i Catalogue of Life.